# Bezmjehurna staklača
Bezmjehurna staklača (lat. Amarsipus carlsbergi), jedina vrsta grgečke iz porodice Amarsipidae koja nastanjuje ekvatorijalne dijelove Indijskog i Tihog oceana na dubinama od 30 do 130 metara (98 do 430 stopa). Na havajskom jeziku vernakularno je poznata kao amarsipa, a na japanskom tokonatsu-ibodai.
Ovu vrstu opisao je tek 1969. Richard Lee Haedrich. Uhvaćeni primjerci dosegnuli su dužinu do 21.2 cm.. Hrvatski naziv porodice je bezmjehurne staklače.